# Bagietka (przyrząd)

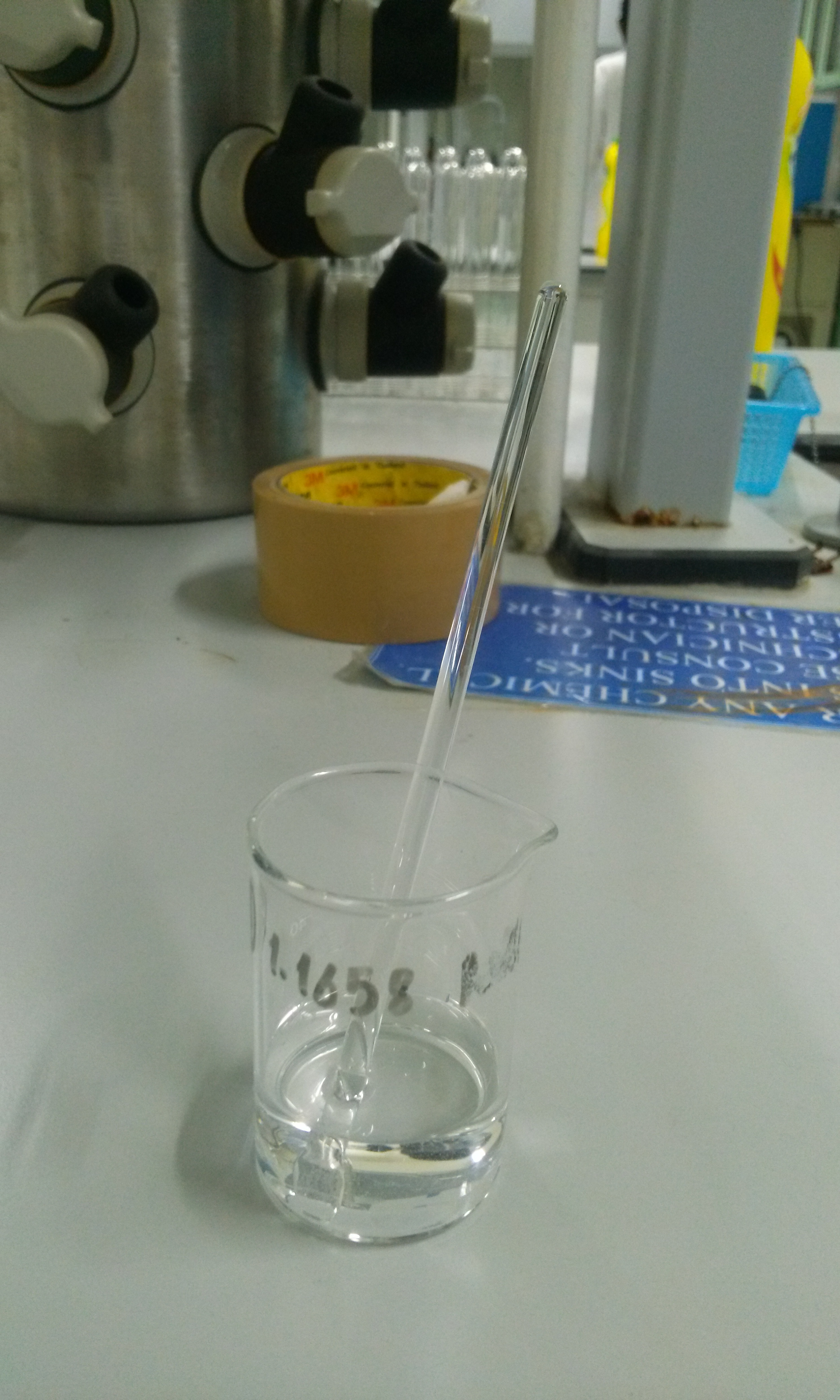
Bagietka w zlewce

Bagietka – sprzęt laboratoryjny o kształcie prostego pręta szklanego, czasami zakończonego z  jednej strony małą rączką, a z drugiej małą łopatką.
Bagietka to tani sprzęt ogólnego użytku, który stosuje się w laboratorium do wielu celów,  m.in.:
- do mieszania płynów w kolbach i innych naczyniach laboratoryjnych,
- do czyszczenia tych naczyń,
- do skrobania osadów ze ścianek tych naczyń,
- do stukania w boczną ściankę krystalizatorów w celu wywołania krystalizacji
- do wlewania płynów po bagietce